# Brown Clee Hill
Brown Clee Hill est un sommet du Royaume-Uni culminant à 540 mètres d'altitude dans le comté du Shropshire, dont il constitue le point culminant, en Angleterre. C'est également le plus haut sommet des Shropshire Hills, qui abritent une Area of Outstanding Natural Beauty. Elle a abrité plusieurs forts de colline à l'âge du fer, puis des carrières de dolérite et, notamment pendant la Seconde Guerre mondiale, a constitué un obstacle pour plusieurs avions qui s'y sont écrasés. Il est possible de gravir ses pentes en randonnée pédestre.

## Toponymie
Clee vient probablement du vieil anglais clēo qui signifierait « arrondi, en forme de ballon ». Brown Clee Hill serait donc la « colline arrondie marron ».
Elle apparaît sur la carte de Hereford, dès la fin du XIIIe siècle, sous le nom mor cleie.

## Géographie

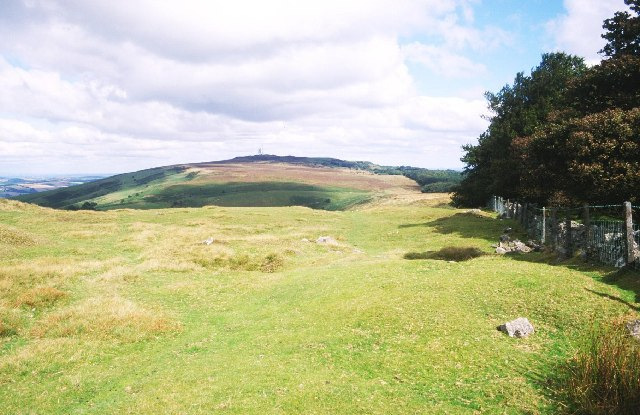
Vue d'Abdon Burf depuis Clee Burf, en direction du nord.

Brown Clee Hill est située dans l'Ouest de l'Angleterre, au Royaume-Uni, dans le comté du Shropshire. Il se trouve à moins de 14 kilomètres au nord-est de Ludlow et 45 kilomètres à l'ouest de Manchester, alors que la limite avec le pays de Galles passe à 30 kilomètres à l'ouest. Les côtes de la mer d'Irlande, à l'ouest et au nord, et le débouché de l'estuaire de la Severn sur le canal de Bristol, qui appartient à la mer Celtique, au sud, sont à une centaine de kilomètres. Le sommet s'élève à 540 mètres d'altitude,, ce qui en fait le point culminant du Shropshire. Sa hauteur de culminance par rapport à Beacon Hill (en), dans le Powys, à 43 kilomètres à l'ouest-sud-ouest, est de 373 mètres, ce qui en fait un marilyn. C'est la plus élevée des deux principales collines des Clee Hills, avec Titterstone Clee Hill (en), et de l'ensemble des Shropshire Hills. Elle est en forme de haricot, allongée dans un axe nord/sud, la cime la plus haute, Abdon Burf, étant au nord, l'autre étant Clee Burf. Le versant occidental alimente la rivière Corve, l'extrémité septentrional et le versant oriental donnent naissance au Rea Brook (en), tandis que l'extrémité méridionale est une des sources du Ledwyche Brook (en) ; Brown Clee Hill fait donc entièrement partie du bassin de la rivière Teme (en), un affluent du fleuve Severn.

## Histoire

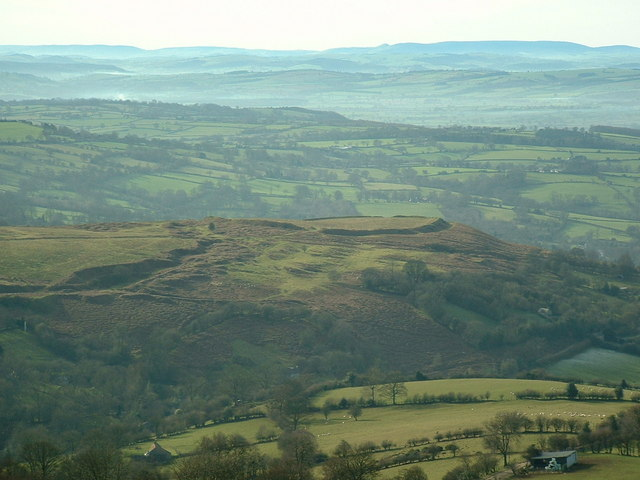
Vue de Nordy Bank depuis Abdon Burf, en direction du sud-ouest.

Brown Clee Hill a compté trois forts de colline à l'âge du fer, au cours du Ier millénaire av. J.-C. Le seul dont il reste des vestiges est Nordy Bank, à l'ouest de Clee Burf. Il possède des remparts atteignant trois mètres de hauteur. Les deux autres, au sommet d'Abdon Burf et Clee Burf, ont été presque intégralement détruits par les carrières.
L'extraction de la pierre est pendant longtemps la principale activité dans la région. Le travail est réputé dangereux et épuisant. Les ouvriers viennent de loin, parfois de Bridgnorth ou de Ludlow, et quelques-uns cumulent d'autres travaux. Ils extraient de la dolérite, une roche dure et difficile à exploiter. Leurs coups de piochent sont audibles de Cleehill, au sud de Titterstone Clee Hill, lorsque le vent souffle dans la direction du hameau. Au début du XXe siècle, la région s'est industrialisée, avec une usine de béton et une de tarmac à Ditton Priors ; un funiculaire permet d'acheminer les pierres. Les carrières d'Abdon Clee ferment finalement en 1936. L'activité est temporairement déplacée aux carrièrex de Cockshutford, à l'ouest de Clee Burf, mais la dolérite n'y est pas d'aussi bonne qualité. Avec le déclenchement de la Seconde Guerre mondiale, de nombreux ouvriers sont embauchés au dépôt de munitions navales installé à Ditton Priors. Les carrières ferment définitivement dans les années 1940.

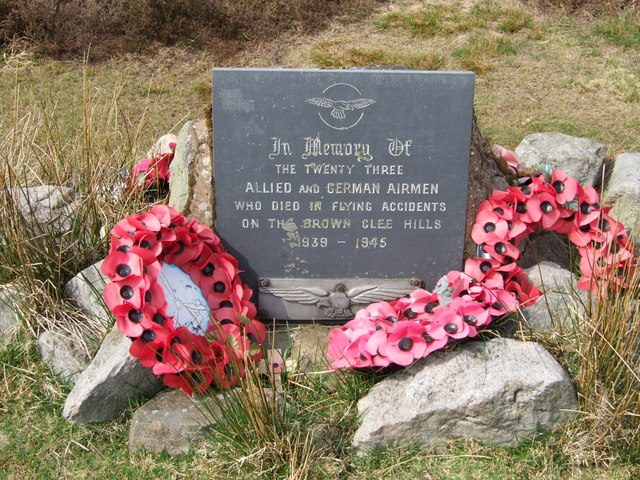
Vue de la plaque commémorative aux victimes des accidents aériens durant la Seconde Guerre mondiale.

Durant la guerre, Brown Clee Hill a connu plusieurs accidents aériens, faisant au total 23 victimes : un Junkers 88 allemand, en 1941, deux bombardiers Vickers Wellington, un Hawker Typhoon et au moins deux Avro Anson. La colline est connue comme la plus accidentogène de toute la Grande-Bretagne en temps de guerre. L'épave d'un des bombardiers reposerait au fond de Boyne Water, un étang à l'est de Clee Burf. Un mémorial est érigé en 1981 près des Five Springs, une source entre Abdon Burf et Clee Burf, en hommage aux victimes En 1969, un Jet Provost s'est également écrasé.
Plusieurs radars de contrôle aérien ont été dressés sur Brown Clee Hill. Le sommet accueille également une borne géodésique et une table d'orientation.

## Activités

### Randonnée et ascension
Brown Clee Hill est parcourue du nord au sud par le Shropshire Way (en). Il est également possible, en randonnée pédestre, de grimper par le nord-est vers Abdon Burf et de redescendre par les Five Springs, ou de monter depuis Cockshutford au sud-ouest vers Clee Burf pour traverser la colline en direction du nord vers Abdon Burf, en passant par les Five Springs ; chacun de ces deux itinéraires constitue une boucle.

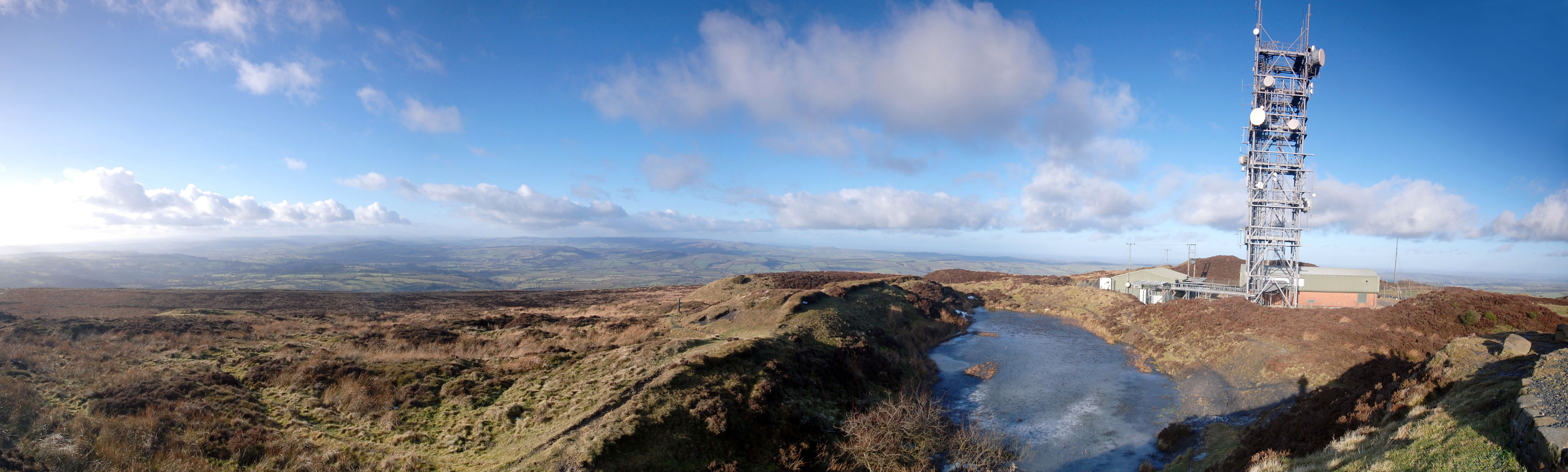
Vue depuis Abdon Burf.

### Protection environnementale
Brown Clee Hill est protégée depuis 1958 au sein de l'Area of Outstanding Natural Beauty des Shropshire Hills qui couvre une superficie d'approximativement 800 km2.